# Сьверже-Лесьневек
Сьверже-Лесьневек (пол. Świerże-Leśniewek) — село в Польщі, у гміні Шульбоже-Велькі Островського повіту Мазовецького воєводства.
Населення — 99 осіб (2011).
У 1975-1998 роках село належало до Ломжинського воєводства.

## Демографія
Демографічна структура станом на 31 березня 2011 року:
|          | Загалом | Допрацездатний вік | Працездатний вік | Постпрацездатний вік |
| -------- | ------- | ------------------ | ---------------- | -------------------- |
| Чоловіки | 53      | 12                 | 33               | 8                    |
| Жінки    | 46      | 10                 | 26               | 10                   |
| Разом    | 99      | 22                 | 59               | 18                   |